# Porbady
Porbady (deutsch Neu Schöneberg) ist ein Ort in der polnischen Woiwodschaft Ermland-Masuren. Er gehört zur Gmina Jonkowo im Powiat Olsztyński (Kreis Allenstein).

## Geographische Lage
Porbady liegt am Struga Trojańska im Westen der Woiwodschaft Ermland-Masuren, 16 Kilometer westlich der Kreis- und Woiwodschaftshauptstadt Olsztyn (deutsch Allenstein).

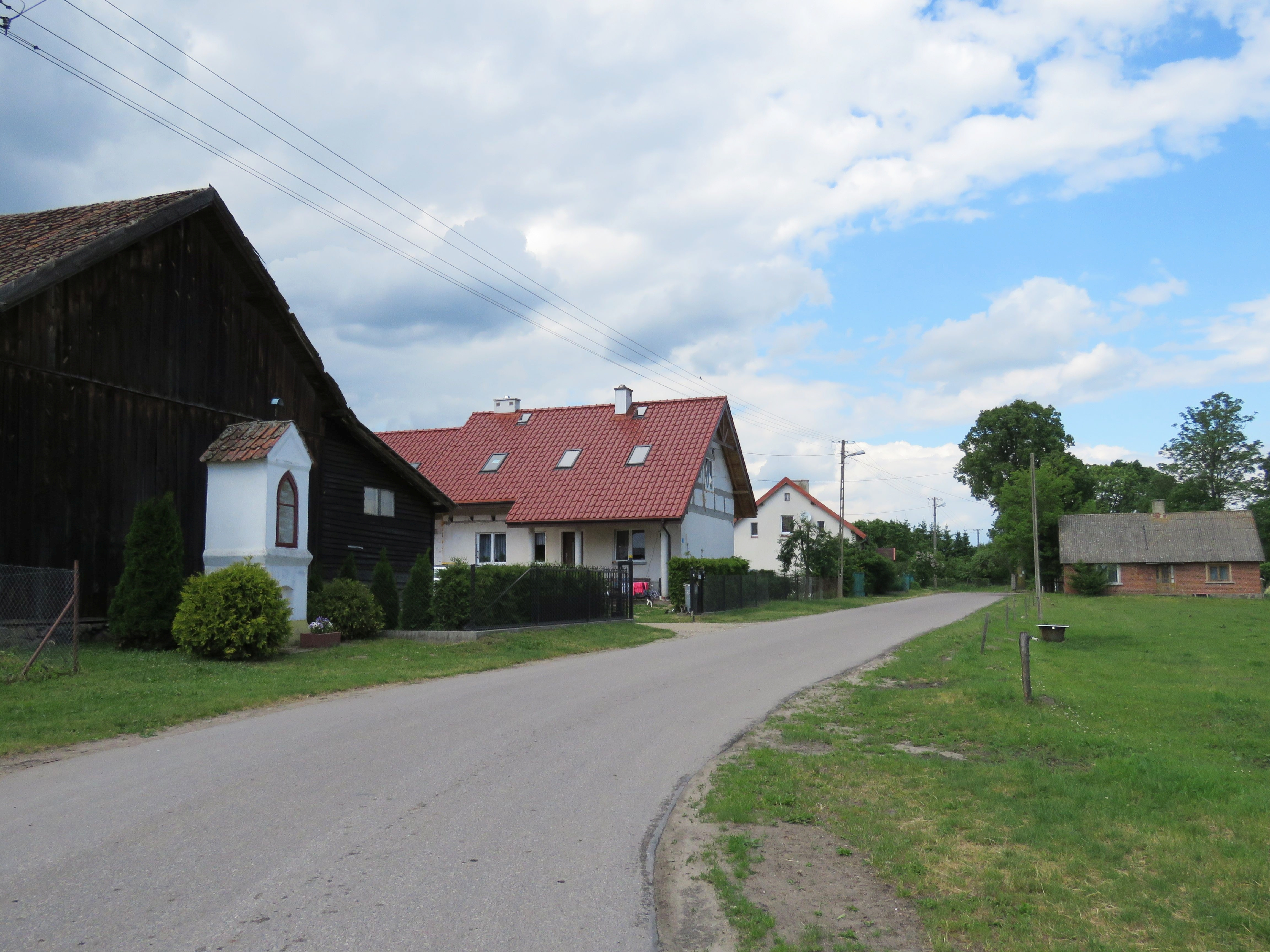
Dorfstraße in Porbady

## Geschichte
Das seinerzeit Purbaden und um 1785 Neu Schönberg genannte Dorf entstand am 11. April 1416 durch Aufteilung des Dorfes Schönberg (deutsch Alt Schöneberg, polnisch Wrzesina). 1785 wurde der Ort als „königliches Bauerndorf“ im Amt Allenstein mit neun Feuerstellen genannt, und die Volkszählung am 3. Dezember 1861 ergab zwölf Wohngebäude mit 162 Einwohnern.
Am 7. Mai 1874 wurde Neu Schöneberg in den neu errichteten Amtsbezirk Alt Schöneberg (polnisch Wrzesina) im ostpreußischen Kreis Allenstein eingegliedert.
Im Jahre 1910 waren in Neu Schöneberg 179 Einwohner gemeldet. Ihre Zahl belief sich im Jahre 1933 auf 164 und im Jahre 1939 auf 139.
Als 1945 in Kriegsfolge das gesamte südliche Ostpreußen an Polen fiel, erhielt Neu Schöneberg die polnische Namensform „Porbady“. Heute ist der Ort in die Landgemeinde Jonkowo (Jonkendorf) im Powiat Olsztyński (Kreis Allenstein) eingegliedert, von 1975 bis 1998 der Woiwodschaft Olsztyn, seit 199 der Woiwodschaft Ermland-Masuren zugeordnet. Die Zahl der Einwohner Porbadys belief sich im Jahre 2021 auf 110.

## Kirche
Bis 1945 war Neu Schöneberg in die evangelische Kirche Allenstein in der Kirchenprovinz Ostpreußen der Kirche der Altpreußischen Union, außerdem in die römisch-katholische Kirche Alt Scönerberg (polnisch Wrzesina) im Bistum Ermland eingepfarrt.
Heute bietet sich dieses Bild: Porbady gehört zur evangelischen Christus-Erlöser-Kirche Olsztyn in d er Diözese Masuren der Evangelisch-Augsburgischen Kirche in Polen und außerdem zur römisch-katholischen Pfarrei Wrzesina im Dekanat Łukta (Locken) im Erzbistum Ermland.

## Verkehr

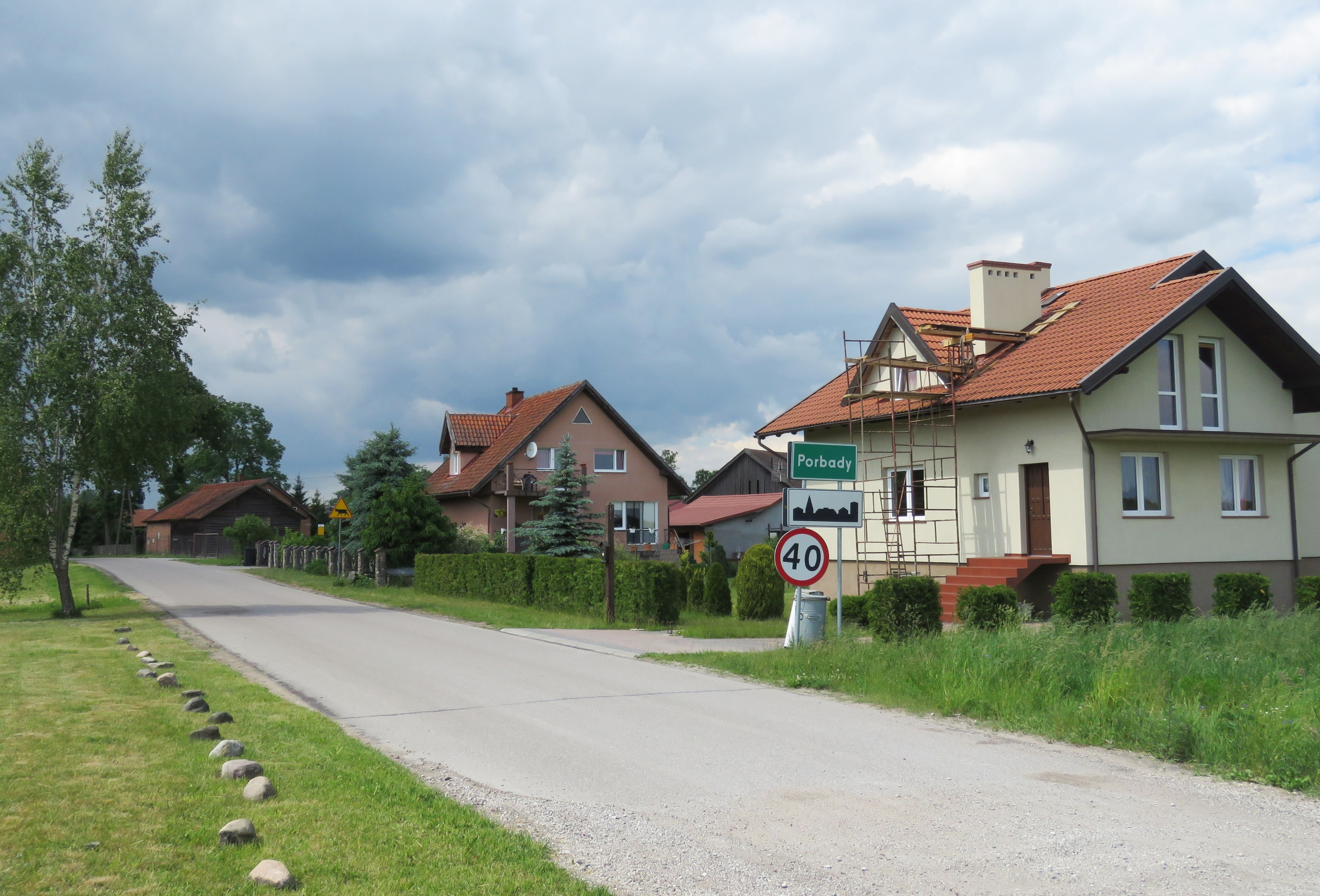
Ortseinfahrt Porbady

Porbady liegt nördlich der polnischen Woiwodschaftsstraße 527 – einstige deutsche Reichsstraße 133 – und ist über die Anzweige in Wrzesina (Alt Schöneberg) und Stękiny (Stenkienen) zu erreichen.
Die nächste Bahnstation ist Godki (Gottken). Sie liegt an der heutigen PKP-Linie 220: Olsztyn–Biogaczewo.